# De Nieuwe Partij
De Nieuwe Partij (DNP) was een politieke partij in Nederland. De partij werd in mei 1993 formeel opgericht, met het doel om aan de Tweede Kamerverkiezingen 1994 deel te nemen. Onder de naam Partij voor Maatschappelijke Vernieuwing (PMV) bestond de partij al sinds december 1991. Een van de oprichters was Bert Blase.
De partij richtte zich op een forse herstructurering van de politiek en economie. De democratische besluitvorming in de Tweede Kamer zou moeten werken op basis van het consentbeginsel. Ook pleitte De Nieuwe Partij voor een onafhankelijk voorzitter in het parlement. De eigen kandidaten zouden niet worden gekozen op basis van de lijstvolgorde, maar op basis van het aantal stemmen dat ze haalden. De economie zou een zwaarder accent moeten krijgen op het milieubeleid en onderwijs. Inkomens zouden minder moeten belast en producten en grondstoffen meer.
In september 1993 scheidde Kamerlid Marjet Ockels zich af van de PvdA en sloot zich aan bij de DNP. In het parlement bleef ze actief als onafhankelijke fractie. Met Blase als lijsttrekker en Ockels als tweede op de lijst nam de partij deel aan de Tweede Kamerverkiezingen van 1994. Met 6.822 stemmen, minder dan 0,1% van het totaal, bleef De Nieuwe Partij ver verwijderd van een zetel.
Hoewel na de verkiezingen nog werd aangekondigd dat De Nieuwe Partij door zou gaan, bloedde het initiatief in de loop van 1994 langzaam dood. In augustus 1994 sloot Blase zich aan bij de ouderenpartij Unie 55+, waarvoor hij persvoorlichter van de Kamerfractie werd.